# Babylon (album de WASP)
Pour les articles homonymes, voir Babylon.
Albums de WASP
Dominator
(2007) Golgotha
(2015)
Babylon est le 14e album du groupe de heavy metal WASP, sorti en 2009.

## Liste des titres
| No | Titre                       | Durée |
| -- | --------------------------- | ----- |
| 1. | Crazy                       | 5:10  |
| 2. | Live To Die Another Day     | 4:41  |
| 3. | Babylon's Burning           | 5:00  |
| 4. | Burn (Deep Purple)          | 4:50  |
| 5. | Into The Fire               | 5:54  |
| 6. | Thunder Red                 | 4:20  |
| 7. | Seas Of Fire                | 4:34  |
| 8. | Godless Run                 | 5:43  |
| 9. | Promised Land (Chuck Berry) | 3:13  |

## Composition du groupe
- Blackie Lawless – chant, guitare
- Doug Blair – guitare rythmique et solo
- Mike Duda – basse
- Mike Dupke – batterie